# Lorenzo Tio
Lorenzo Tio Jr. (New Orleans, 21 aprile 1893 – New York, 24 dicembre 1933) è stato un clarinettista, oboista, sassofonista jazz statunitense.

## Biografia
Tio nacque in una famiglia di musicisti, tra cui suo padre Lorenzo Tio Sr. (1867-1908) e lo zio Louis "Papa" Tio (1862-1922). Il loro metodo di suonare lo strumento, prevedeva il Sistema Albert, una imboccatura a doppio labbro e canne morbide, è stato fondamentale nello sviluppo dell'assolo di jazz.
I tre Tio contribuirono a portare la teoria musicale classica nel ragtime, blues e nel jazz ai musicisti di New Orleans. Lorenzo Jr. alla fine suonò il jazz lui stesso. Lorenzo Sr. insegnò a Louis Nelson Delisle. Molti importanti suonatori di ance nel primo jazz hanno studiato con Lorenzo Tio Jr.; tra questi Sidney Bechet, Barney Bigard, Johnny Dodds, Omer Simeon, Louis Cottrell, Jr., Jimmie Noone e Albert Nicholas. Tio Jr. insegnò a Bigard quello che sarebbe diventato il tema principale del brano di Duke Ellington, Mood Indigo.
Lorenzo Tio Jr. suonava anche l'oboe. Si unì alla band di Manuel Perez a Chicago nel 1916 e di Armand J. Piron dal 1918 al 1928 e registrò con Piron, Bechet, Jelly Roll Morton e Clarence Williams. Dopo lo scioglimento dell'orchestra di Piron, Tio si trasferì a New York nel 1930, esibendosi dal 1932 con l'orchestra al Nest club.
Morì di malattia cardiaca a New York il 24 dicembre 1933, all'età di 40 anni. Fu sepolto a New Orleans il 31 dicembre.

## Vita privata
Tio era sposato con la sorella di Peter Bocage, Lillian. Bocage suonava la chitarra.